# Hall of Fame (Lied)
Hall of Fame ist ein Song der irischen Pop-Rock-Gruppe The Script und des US-amerikanischen Rappers will.i.am. Das Lied ist die erste Single aus dem dritten The-Script-Studioalbum #3. Der Song wurde das erste Mal am 23. Juli 2012 im britischen Radio gesendet.
Das Klavierthema weist deutliche Parallelen zur Komposition River Flows in You des südkoreanischen Pianisten Yiruma auf.

## Hintergrund
The Script-Frontman Danny O’Donoghue traf will.i.am während ihrer Tätigkeit als Juroren bei The Voice UK zum ersten Mal. Dort spielte O’Donoghue will.i.am Backstage einige Demoaufnahmen vor, darunter auch den Song Hall of Fame. will.i.am wollte daraufhin den Song sofort für sein neues Album haben, jedoch wollte O’Donoghue die Lead-Single des neuen Albums nicht abgeben. Dennoch fragte er will.i.am, ob er nicht als Featuring bei dem Song mitwirken will. Dieser sagte sofort zu. Jedoch brauchte er mehrere Anläufe, um den Song zu produzieren, da will.i.am öfters terminlich verhindert war. Der Song wurde in knapp eineinhalb Stunden in einem Dubliner Tonstudio aufgenommen. Im Anschluss forderte will.i.am O’Donoghue und Mark Sheehan auf, den Song selbst zu produzieren.
Der Song ist ein klassisches Duett. Mit dem Song will die Band zeigen, dass alles möglich ist, solange man an sich selbst glaubt und niemals aufgibt.
Ende Oktober 2012 gab die Band bekannt, dass Hall of Fame der Titelsong zur deutschen Filmkomödie Kokowääh 2 von Til Schweiger werde, die am 7. Februar 2013 in den deutschen Kinos anlief.

## Musikvideo
Ein Lyrikvideo zum Song wurde am 23. Juli 2012 auf dem Internet-Videoportal YouTube veröffentlicht, ist aber in Deutschland nicht verfügbar. Das Video wurde bis heute über 12 Millionen Mal aufgerufen. Das offizielle Musikvideo wurde am 19. August 2012 auf der Website der Band und drei Tage später auf YouTube veröffentlicht. Bis heute wurde das Video über 500 Millionen Mal aufgerufen.
In dem Musikvideo spielen die Band und will.i.am ihren Song in einer verlassenen Lagerhalle, während in anderen Szenen ein ehrgeiziger Boxer und eine gehörlose Ballerina beim Training und Wettkämpfen zu sehen sind.

## Kommerzieller Erfolg

### Chartplatzierungen
Hall of Fame debütierte am 6. September 2012 in den Irish Singles Chart und stieg als Neueinsteiger direkt auf Platz 1. Dort konnte der Song sich vier Wochen lang halten. Der Song war nach For the First Time somit der zweite Nummer-eins-Hit und der fünfte Top-Ten-Hit der Band in Irland.
Am 15. September 2012 stieg die Single dann auch in die UK Top 40 ein und belegte hinter dem Song Let Me Love You (Until You Learn to Love Yourself) von Ne-Yo Platz 2, bevor der Song eine Woche später auf Platz 1 stieg und somit der erste Nummer-eins-Hit in Großbritannien wurde. Insgesamt konnte der Song sich zwei Wochen auf Platz 1 halten, vor den Songs Say Nothing von Example und Gangnam Style von Psy. In Großbritannien wurde die Single von August 2012 bis zum Ende des Jahres 2012 knapp 529.000 Mal verkauft und war somit auf Platz 21 der Liste der am meisten verkauften Singles in Großbritannien im Jahr 2012.
Einen Tag nach dem Debüt in Großbritannien schaffte der Song auch den Sprung in die Schweizer Hitparade. Er belegte Platz 39. Jedoch befand sich der Song in den ersten drei Monaten immer nur zwischen Platz 30 und 60. Erst Ende Dezember schaffte der Song den Sprung in die Top Ten und belegte am 24. Februar 2013 mit Platz 3 die höchste Position. Am 14. Dezember 2012 debütierte der Song in den Ö3 Austria Top 40 und belegte zunächst Platz 47. Am 11. Januar 2013 erreichte der Song jedoch auch in Österreich Platz 1 und hielt sich dort zwei Wochen. In Deutschland debütierte die Single erst am 21. Dezember 2012 in den Charts und belegte Platz 4. Am 18. Januar 2013 erreichte der Song sogar Platz 2 der Charts.
Bislang erreichte der Song in drei Ländern Platz 1 (Großbritannien, Irland, Österreich), in vier Ländern Platz 2 (Bulgarien, Finnland, Deutschland, Luxemburg) und in fünf Ländern Platz 3 (Neuseeland, Norwegen, Polen, Schweden, Schweiz).
| ChartsChartplatzierungen       | Höchstplatzierung | Wochen |
| ------------------------------ | ----------------- | ------ |
| Deutschland (GfK)              | 2 (36 Wo.)        | 36     |
| Irland (IRMA)                  | 1 (61 Wo.)        | 61     |
| Österreich (Ö3)                | 1 (24 Wo.)        | 24     |
| Schweiz (IFPI)                 | 3 (46 Wo.)        | 46     |
| Vereinigte Staaten (Billboard) | 25 (25 Wo.)       | 25     |
| Vereinigtes Königreich (OCC)   | 1 (49 Wo.)        | 49     |

| ChartsJahrescharts (2012)    | Platzierung |
| ---------------------------- | ----------- |
| Vereinigtes Königreich (OCC) | 21          |

| ChartsJahrescharts (2013)      | Platzierung |
| ------------------------------ | ----------- |
| Deutschland (GfK)              | 14          |
| Österreich (Ö3)                | 19          |
| Schweiz (IFPI)                 | 15          |
| Vereinigte Staaten (Billboard) | 85          |

### Auszeichnungen für Musikverkäufe
| Land/Region                  | Auszeichnungen für Musikverkäufe (Land/Region, Auszeichnung, Verkäufe) | Verkäufe  |
| ---------------------------- | ---------------------------------------------------------------------- | --------- |
| Australien (ARIA)            | 10× Platin                                                             | 700.000   |
| Belgien (BRMA)               | Gold                                                                   | 15.000    |
| Brasilien (PMB)              | 3× Platin                                                              | 180.000   |
| Dänemark (IFPI)              | Gold                                                                   | 15.000    |
| Deutschland (BVMI)           | 2× Platin                                                              | 1.200.000 |
| Finnland (IFPI)              | Gold                                                                   | 5.524     |
| Italien (FIMI)               | 3× Platin                                                              | 150.000   |
| Neuseeland (RMNZ)            | 6× Platin                                                              | 180.000   |
| Niederlande (NVPI)           | Gold                                                                   | 10.000    |
| Norwegen (IFPI)              | 6× Platin                                                              | 60.000    |
| Österreich (IFPI)            | Gold                                                                   | 15.000    |
| Schweiz (IFPI)               | 2× Platin                                                              | 60.000    |
| Schweden (IFPI)              | 4× Platin                                                              | 160.000   |
| Spanien (Promusicae)         | 2× Platin                                                              | 120.000   |
| Vereinigte Staaten (RIAA)    | 2× Platin                                                              | 2.000.000 |
| Vereinigtes Königreich (BPI) | 4× Platin                                                              | 2.400.000 |
| Insgesamt                    | 5× Gold · 44× Platin ·                                                 | 7.270.524 |

Hauptartikel: The Script/Auszeichnungen für Musikverkäufe

## Trivia
Der deutsche Comedy- und Musikvideo Produzent Rezo hat anlässlich des Erreichens der 1.000.000 Abonnenten-Marke auf seinem Youtube Hauptkanal, am 13. April 2018 das Musikvideo "100 YouTuber singen Zusammen" veröffentlicht. Das Lied besteht aus einem Mashup von Hall of Fame (The Script), Castle on the Hill (Ed Sheeran) und Faded (Alan Walker) und erreichte mittlerweile mehr als 9,9 Millionen Aufrufe. Es ist eines der beliebtesten und meistgesehenen Videos auf seinem Kanal.